# 草野大輔
草野 大輔（くさの だいすけ、1976年12月4日 - ）は、宮崎県延岡市出身の元プロ野球選手（内野手、外野手）、プロ野球コーチ。野球解説者。

## 経歴

### プロ入り前
延岡学園高等学校時代には、「3番・遊撃手」として活躍。1994年夏の選手権宮崎大会では、後に楽天でチームメイトになる福盛和男擁する都城高校を決勝で下し、第76回全国高等学校野球選手権大会に出場した。しかし、初戦で東京農大二高に敗れた。
高校卒業後はNTT東京へ進む。1999年にNTT東京野球部がNTT東日本として統合されたことにより、NTT九州硬式野球部へ移籍。第70回都市対抗野球大会に出場するが、所属チームが企業チームとしての活動を終了し、名称も「NTT西日本九州硬式野球倶楽部」となる（後に、「NTTグループ九州野球クラブ」に改称）。そのまま所属していたが、2001年にチームが解散したことで、ホンダ熊本へ移籍した。
2002年には九州地区予選で当時エースだった坂本保とともに「3番・遊撃手」としてチームを牽引し、第73回都市対抗野球大会に出場して準優勝に輝く。2003年は第74回都市対抗野球大会に出場し、ベスト8に進出した。2004年・2005年と都市対抗野球大会への出場を逃すが、JR九州の補強選手として大会に出場し、三塁手として出場、JR九州ではそれぞれベスト8・ベスト4まで進出した。2003年以降は全日本代表に4度選出され、社会人野球を代表する内野手となる。全日本では二塁手として出場するなどユーティリティプレーヤーとしても活躍した。
2005年の大学生・社会人ドラフト会議において、東北楽天ゴールデンイーグルスから8巡目で指名を受けたが、すぐに入団を表明することはなく、年齢的にプロ野球選手となることは諦めかけていたことから、同郷で高校の先輩である黒木知宏に相談して悩み抜いた結果、29歳・妻子持ちでのプロ入りを決断した。背番号は12。

### プロ入り後

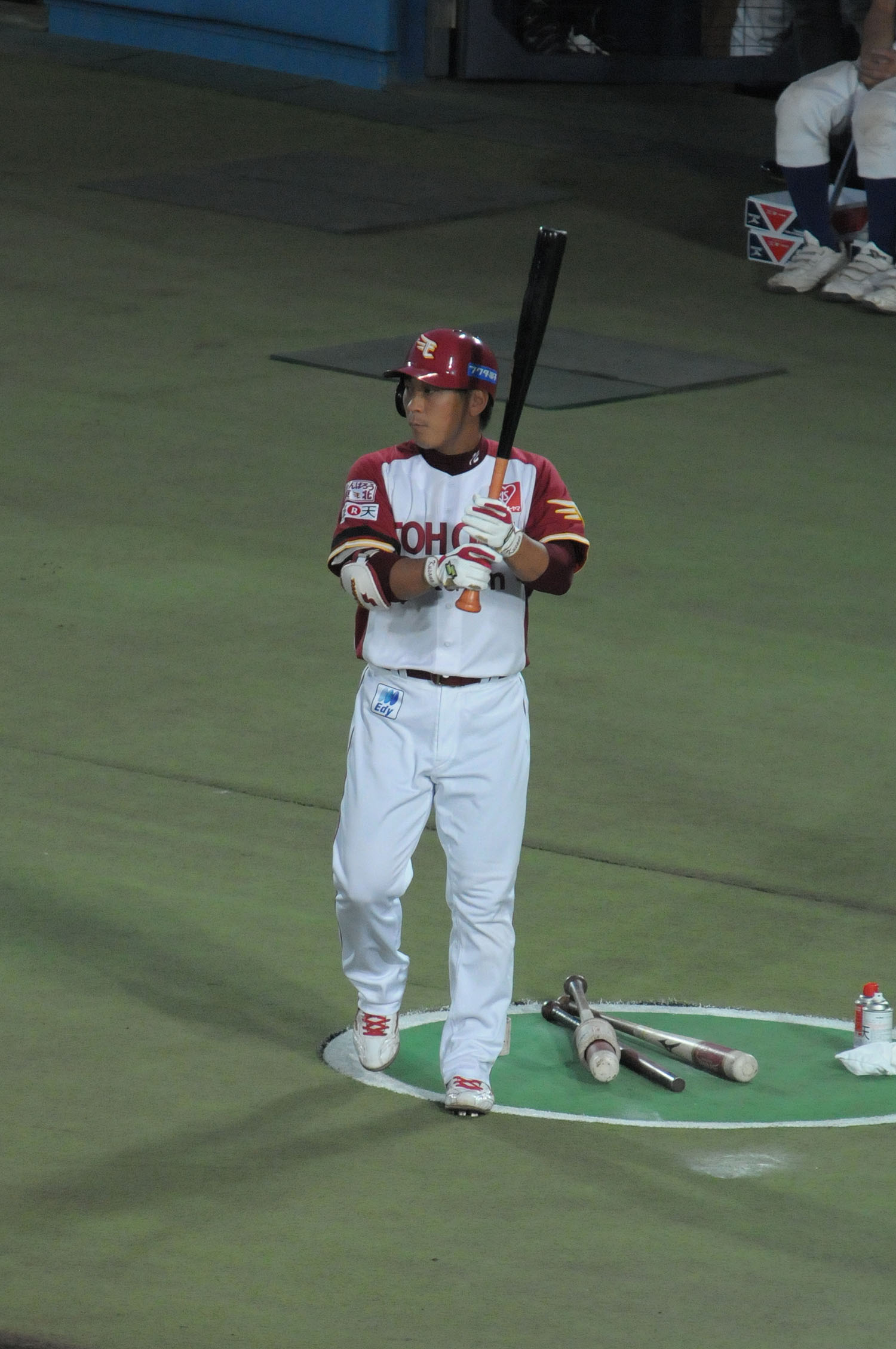
現役時代（2011年）

2006年3月26日の北海道日本ハムファイターズ戦（札幌ドーム）に「8番・二塁手」で初出場、初安打となる二塁打を放った。その後は同じく新人の西村弥のほか、塩川達也と遊撃手のレギュラーを争うものの、出場選手登録・抹消を繰り返して定着できず、一軍では43試合に出場して打率.210に終わった。イースタン・リーグでは41試合で打率.348・4本塁打・6盗塁と成績を残した。
2007年開幕戦の西武ライオンズ戦（グッドウィルドーム）で、「2番・三塁手」として先発出場し、西口文也からプロ初本塁打を放つなど幸先の良いスタートとなった。前半戦は「落ちるとこまで落ちた」と自身も語るほどの打撃不振に陥り、その間に渡辺直人の台頭もあって先発を外れ、代打に回る機会が多くなる。しかし、その代打で結果を残すようになり、ホセ・フェルナンデスの不振から交流戦終了後より三塁手でのスタメン出場が増えてきた（ただし、相手先発が左投手の時は先発を外れることが多かった）。7月には池山隆寛からアドバイスを受け、腰を低く落とした打撃練習に取り組む。 この練習が功を奏し、チェンジアップなど縦に変化するボールに対応できるようになった8月ごろから打率が上がり始め、8月10日の千葉ロッテマリーンズ戦（クリネックススタジアム宮城）でプロ初のサヨナラ安打を放ち、8月21日のロッテ戦（千葉マリンスタジアム）でソロ本塁打を放った。この試合後、監督の野村克也は「（草野は）勝負強いし、（打撃に関しては）天才的なところがある。草野を3番に」とコメントし、これ以降は先発投手の左右に関係なく「3番・三塁手」で先発出場が定着する。9月には15日・21日・24日・27日・29日・30日と続けざまに猛打賞を記録してチームの勝利に貢献する殊勲打を度々叩き出し、楽天の最下位脱出（単独4位）の立役者の一人となった。最終的には規定打席不足ながら、打率.320を記録する一方、守備面ではリーグ5位の14失策を記録した。
2008年のオープン戦で打率.333（チームトップ）と好成績を残し、「3番・三塁手」として2年連続の開幕スタメン出場を果たしたが、開幕後は打率が1割台と不振に陥り、二軍落ちした。夏場頃には調子を戻し始めたが、それでも成績は乏しかったため先発を外れることが多々あった。また、8月からはフェルナンド・セギノールが入団した影響でフェルナンデスが三塁に回り、自身は代打・守備要員になったが、代打で連続打席安打を記録するなどここ一番での勝負強さを見せた。
2009年のオープン戦時に右ふくらはぎの肉離れによって登録抹消、開幕一軍入りはならなかった。4月12日の西武戦で一軍復帰し、「6番・三塁手」で先発出場するといきなり4安打を放つ活躍を見せた。しかし、中村紀洋の加入で空いた守備位置がなかったため、野村の苦肉の策として19日にプロ入り後、全く経験のないレフトの守備に就かせ、4月22日には初めて左翼手でのスタメン出場を果たした。4・5月は5割弱の高打率を維持、球団新記録となる21試合連続安打を記録した（後に鉄平が更新）。シーズン途中に外野手のトッド・リンデンを獲得してからは攻撃的なオーダーを組むためにセカンドに回った。5月25日に規定打席に到達し、打率.402で首位打者に躍り出た。7月にはオールスターゲームファン投票で外野手部門3位に輝き、初のオールスター出場を果たす。川井雄太から初安打を放ち、1戦目でレフト、2戦目でセカンド・サードを守ってユーティリティーぶりを発揮した。8月4日、サードゴロを捌く際に右足のスパイクで自らの左足のズボンの裾を踏んで転倒してしまい、ぎっくり腰で一軍登録を外れたが、半月で再登録された。中村紀の二軍落ち後は三塁手のレギュラーに固定され、自身初の規定打席に到達し打率.305、54打点（自己最高）の成績を残した。一方、前半の活躍の警戒からか両リーグ最多の17死球を記録した。
2010年、広島東洋カープからアンディ・フィリップスの加入や、中村の復調によって準レギュラーとして開幕を迎える。その後、フィリップスの不調によってレギュラーに戻るが、ランディー・ルイーズの加入によって再び代打要員に戻った。また、同年は内村賢介や牧田明久などの台頭もあり、シーズン後半は内外野ほぼ全員を巻き込んだレギュラー争いとなった。このため草野は毎日のように違った守備位置についた。
2011年、新入団の岩村明憲がサードに固定され、一塁手のレギュラー候補であるルイーズの守備難という事情も踏まえ、選手起用のバリエーションを増やしたい監督の星野仙一の方針によってキャンプからは一塁の守備練習を開始した。それでもシーズンを通じて調子が上がらず、2007年以降では自己最低の成績に終わった。
2012年、9月13日の対福岡ソフトバンクホークス戦で、一軍公式戦初の満塁本塁打を放った。しかし、一軍公式戦には24試合に出場しただけで、打率も.241にとどまった。シーズン終了後の11月4日に戦力外通告を受けたことから、同月22日に現役引退を発表。球団では、この発表を受けて、11月24日のファン感謝祭で草野の引退セレモニーを開催した。11月29日付で、NPBから任意引退選手として公示。

### 現役引退後
2013年には、楽天球団のアンバサダーへ就任。球団公式動画で選手へのインタビュアーなどを務めたほか、日テレプラス・東日本放送・NHK仙台放送局・J SPORTSなどで野球解説者としても活動した。
2014年から楽天の二軍打撃コーチを担当。2016年限りでコーチを退任してからも、球団職員として籍を置いていた。
2017年からは、新潟アルビレックス・ベースボール・クラブへ派遣。楽天コーチ時代の2016年に二軍チームが新潟との交流戦を実施した縁で、野手総合コーチを務めた。新潟球団がNPB加盟の球団からコーチを派遣されることや、野手の指導に専念するコーチを常勤扱いで置くことは初めてで、当初1シーズン限りだった派遣期間を2018年シーズンにまで延長した。新潟での2年間で知野直人を2018年のドラフト会議で横浜DeNAベイスターズから6位指名を受けるまでに成長させた。
2018年のBCリーグ全日程終了を機に楽天球団のチーム統轄本部へ復帰したが、2018年12月29日付で退団。2019年からは、東北放送・ミヤギテレビ・東日本放送・J SPORTSなどで野球解説者としての活動を再開している。

## 選手としての特徴・人物

### 打撃
確実性を欠きやすい右足を大きく上げるフォームにもかかわらず、天性の反射神経と打撃技術で安打を放つ。

### 守備・走塁
一塁到達まで4.08秒を記録する脚力も備えた。
内野の守備に特別なこだわりを持っている。例えば三塁手として三塁線の打球を半身になって捕球しようとした場合には左目で球を見ることになって球を捉えにくくなるため、球を右目で見ることが出来るようにと、身体を出来る限り打球と正対するようにしている。また、掌に直に伝わる感触を大切にしているため、グラブの下には手袋を着用していなかった。

### 人物
元アイドリング!!!のメンバーの酒井瞳とは従兄妹にあたる。

## 詳細情報

### 年度別打撃成績
| 年 度     | 球 団     | 試 合 | 打 席 | 打 数 | 得 点 | 安 打 | 二 塁 打 | 三 塁 打 | 本 塁 打 | 塁 打 | 打 点 | 盗 塁 | 盗 塁 死 | 犠 打 | 犠 飛 | 四 球 | 敬 遠 | 死 球 | 三 振 | 併 殺 打 | 打 率 | 出 塁 率 | 長 打 率 | O P S |
| --------- | --------- | ----- | ----- | ----- | ----- | ----- | -------- | -------- | -------- | ----- | ----- | ----- | -------- | ----- | ----- | ----- | ----- | ----- | ----- | -------- | ----- | -------- | -------- | ----- |
| 2006      | 楽天      | 43    | 112   | 100   | 6     | 21    | 6        | 0        | 0        | 27    | 2     | 0     | 0        | 5     | 0     | 7     | 1     | 0     | 17    | 1        | .210  | .262     | .270     | .532  |
| 2007      | 楽天      | 119   | 387   | 344   | 45    | 110   | 19       | 2        | 8        | 157   | 44    | 1     | 2        | 1     | 2     | 32    | 2     | 8     | 34    | 7        | .320  | .389     | .456     | .845  |
| 2008      | 楽天      | 118   | 365   | 328   | 36    | 89    | 15       | 0        | 3        | 113   | 36    | 2     | 0        | 7     | 4     | 20    | 1     | 6     | 33    | 6        | .271  | .321     | .345     | .666  |
| 2009      | 楽天      | 122   | 511   | 462   | 55    | 141   | 28       | 0        | 7        | 190   | 54    | 3     | 0        | 3     | 2     | 27    | 1     | 17    | 60    | 15       | .305  | .364     | .411     | .775  |
| 2010      | 楽天      | 111   | 378   | 346   | 33    | 89    | 25       | 1        | 5        | 131   | 48    | 0     | 4        | 1     | 2     | 23    | 0     | 6     | 43    | 7        | .257  | .313     | .379     | .692  |
| 2011      | 楽天      | 92    | 291   | 252   | 21    | 62    | 8        | 0        | 2        | 76    | 14    | 3     | 1        | 3     | 1     | 24    | 3     | 11    | 34    | 5        | .246  | .337     | .302     | .640  |
| 2012      | 楽天      | 24    | 65    | 58    | 5     | 14    | 2        | 0        | 1        | 19    | 6     | 0     | 1        | 1     | 0     | 3     | 1     | 3     | 10    | 0        | .241  | .313     | .328     | .640  |
| 通算：7年 | 通算：7年 | 629   | 2109  | 1890  | 201   | 526   | 103      | 3        | 26       | 713   | 204   | 9     | 8        | 21    | 11    | 136   | 9     | 51    | 231   | 41       | .278  | .341     | .377     | .721  |

- 各年度の太字はリーグ最高

### 年度別守備成績
| 年 度 | 一塁  | 一塁  | 一塁  | 一塁  | 一塁  | 一塁     | 二塁  | 二塁  | 二塁  | 二塁  | 二塁  | 二塁     | 三塁  | 三塁  | 三塁  | 三塁  | 三塁  | 三塁     | 遊撃  | 遊撃  | 遊撃  | 遊撃  | 遊撃  | 遊撃     | 外野  | 外野  | 外野  | 外野  | 外野  | 外野     |
| 年 度 | 試 合 | 刺 殺 | 補 殺 | 失 策 | 併 殺 | 守 備 率 | 試 合 | 刺 殺 | 補 殺 | 失 策 | 併 殺 | 守 備 率 | 試 合 | 刺 殺 | 補 殺 | 失 策 | 併 殺 | 守 備 率 | 試 合 | 刺 殺 | 補 殺 | 失 策 | 併 殺 | 守 備 率 | 試 合 | 刺 殺 | 補 殺 | 失 策 | 併 殺 | 守 備 率 |
| ----- | ----- | ----- | ----- | ----- | ----- | -------- | ----- | ----- | ----- | ----- | ----- | -------- | ----- | ----- | ----- | ----- | ----- | -------- | ----- | ----- | ----- | ----- | ----- | -------- | ----- | ----- | ----- | ----- | ----- | -------- |
| 2006  | -     | -     | -     | -     | -     | -        | 13    | 18    | 20    | 2     | 3     | .950     | 15    | 8     | 14    | 1     | 2     | .957     | 18    | 23    | 34    | 2     | 15    | .966     | -     | -     | -     | -     | -     | -        |
| 2007  | -     | -     | -     | -     | -     | -        | 6     | 13    | 7     | 0     | 3     | 1.000    | 86    | 45    | 121   | 10    | 20    | .943     | 22    | 30    | 53    | 4     | 12    | .954     | -     | -     | -     | -     | -     | -        |
| 2008  | -     | -     | -     | -     | -     | -        | 11    | 20    | 19    | 0     | 3     | 1.000    | 99    | 52    | 132   | 4     | 13    | .979     | 1     | 0     | 0     | 0     | 0     | ----     | -     | -     | -     | -     | -     | -        |
| 2009  | -     | -     | -     | -     | -     | -        | 35    | 62    | 80    | 1     | 22    | .993     | 91    | 53    | 145   | 4     | 12    | .980     | -     | -     | -     | -     | -     | -        | 24    | 31    | 1     | 0     | 0     | 1.000    |
| 2010  | 1     | 0     | 0     | 0     | 0     | ----     | 14    | 34    | 20    | 2     | 7     | .964     | 44    | 27    | 89    | 4     | 8     | .967     | -     | -     | -     | -     | -     | -        | 44    | 48    | 1     | 2     | 0     | .961     |
| 2011  | 44    | 222   | 19    | 2     | 11    | .992     | -     | -     | -     | -     | -     | -        | 40    | 22    | 47    | 3     | 2     | .958     | -     | -     | -     | -     | -     | -        | 13    | 17    | 0     | 0     | 0     | 1.000    |
| 2012  | -     | -     | -     | -     | -     | -        | -     | -     | -     | -     | -     | -        | 9     | 5     | 13    | 0     | 2     | 1.000    | -     | -     | -     | -     | -     | -        | -     | -     | -     | -     | -     | -        |
| 通算  | 45    | 222   | 19    | 2     | 11    | .992     | 79    | 147   | 146   | 5     | 38    | .983     | 384   | 212   | 561   | 26    | 59    | .967     | 41    | 53    | 87    | 6     | 27    | .959     | 81    | 96    | 2     | 2     | 0     | .980     |

- 各年度の太字はリーグ最高

### 記録
初記録
- 初出場・初先発出場：2006年3月26日、対北海道日本ハムファイターズ2回戦（札幌ドーム）、8番・二塁手で先発出場
- 初打席・初安打：同上、2回表に江尻慎太郎から右翼へ二塁打
- 初打点：2006年6月16日、対読売ジャイアンツ3回戦（東京ドーム）、4回表にジェレミー・パウエルから中堅フェンス直撃適時二塁打
- 初本塁打：2007年3月24日、対西武ライオンズ1回戦（グッドウィルドーム）、6回表に西口文也から右越ソロ
- 初盗塁：2007年7月3日、対福岡ソフトバンクホークス10回戦（岩手県営野球場）、4回裏に二盗（投手：新垣渚、捕手：髙谷裕亮）

その他の記録
- オールスターゲーム出場：1回 （2009年：ファン投票外野手部門第3位）

### 背番号
- 12 （2006 - 2012年）
- 93 （2014 - 2016年）
- 75 （2017年 - ）

### 代表歴
- 第35回IBAFワールドカップ日本代表
- 第23回アジア野球選手権大会日本代表
- 第36回IBAFワールドカップ日本代表

## 関連情報

### 出演番組
- EVER SPORTS（TBC） - 楽天球団のアンバサダー時代に出演